# La Belle Dame sans mercy
Pour les articles homonymes, voir La Belle Dame sans merci.
La Belle Dame sans mercy est un poème d'Alain Chartier publié en 1424.

## Présentation
Le poème est constitué de cent huitains de vers octosyllabiques (donc de huit cents vers). L'argument est le suivant : un jour que le poète erre, mélancolique, dans la campagne, méditant sur ses amours malheureuses, il tombe au milieu d'une joyeuse fête, à laquelle des amis qu'il rencontre le forcent à participer ; dans cette fête il remarque un amoureux désespéré, et à l'heure des danses, caché derrière une treille, il écoute le dialogue du jeune homme avec celle qu'il aime ; l'amant supplie sa dame de se laisser fléchir, mais celle-ci reste insensible et, strophe après strophe, réfute les arguments de son soupirant ; elle est « sans merci », et dans la conclusion du poème, nous apprenons que le jeune amoureux est mort de langueur.
Le succès du poème fut immédiat et il fut le sujet d'une espèce de querelle littéraire : depuis 1401 existait à la cour de France une académie de fine galanterie appelée la « Cour amoureuse », fondée pour la glorification du sexe féminin et dont les membres s'intitulaient les « Poursuivants d'Amour » ; ceux-ci estimèrent infâme et déshonorant un ouvrage où une jeune et belle dame était présentée comme libre de toute passion ; ils écrivirent aux dames de la cour une lettre de dénonciation, insinuant en particulier que maître Alain médisait des femmes et de l'amour par dépit d'avoir été rebuté, et « pour détourner des autres la joie qu'il n'avait pas su mériter ». Chartier étant absent de la cour, les dames lui envoyèrent copie de la lettre, en lui demandant de venir se disculper lui-même. Le poète répondit par une Excusacion de maistre Alain envers les dames, où il protestait de ses bonnes intentions et de son dévouement au beau sexe, mais il n'eut cure de comparaître. Les dames firent mine de lui en tenir rigueur et composèrent une Réponse des dames. Un ami du poète, Pierre de Nesson, rencontrant dans une rue d'Issoudun un crieur public, s'amusa à lui faire crier une sentence de bannissement imaginaire contre Alain Chartier.
Le succès de La Belle Dame sans mercy ne s'arrêta pas là : tout au long du XVe siècle et jusqu'au début du XVIe siècle, le poème fut débattu, approuvé, contredit, condamné dans quantité de pièces en vers. Il fut même représenté sur des scènes de théâtre avec des acteurs qui rendaient successivement les trois voix du Narrateur, de l'Amant, de la Dame (ainsi le fameux farceur Triboulet avait le texte à son répertoire). Quant aux manuscrits, on en conserve une cinquantaine, et le texte fut imprimé par Pierre Le Caron (avec d'autres œuvres d'Alain Chartier) en 1489 et 1490. Le poème fut traduit en anglais dans les années 1440 par sir Richard Ros (traduction qui jouit d'une popularité durable en Angleterre), en catalan vers 1460 par Fra Francesc Oliver, en toscan en 1471 par Carlo del Nero.
Pourquoi un succès si durable, au-delà du badinage de 1424 ? Il tient à la qualité littéraire du texte : « C'était la première fois qu'on entendait parler si finement d'amour ». Accents d'une mélancolie prenante, sans excès de langage ; délicatesse dans l'expression de la souffrance amoureuse ; impartialité dans le dialogue, avec un remarquable effort d'imagination créatrice pour épouser alternativement la psychologie des deux personnages, l'amant protestant de sa sincérité, la dame manifestant une méfiance sans doute justifiée par l'expérience ; nombreux traits de vérité humaine dans un débat où le lecteur est sans cesse forcé de reconnaître que l'un, puis l'autre, a sans doute raison de son point de vue.